# Гурьевский металлургический завод
Гурьевский металлургический завод — старейшее металлургическое предприятие Кемеровской области, которое расположено в городе Гурьевск.
Основан в 1816 году. Первоначально выпускал в основном серебро и медь (до 1940-х годов). К 1840 году основная часть продукции — железо. С 1848 года предприятие начало выпускать булатную сталь. В 1890-е годы производил 60 тысяч пудов железа ежегодно. С 1906 по 1920 годы — завод не работал. В 1921 году реконструирован. В 1924 году установили первую в Сибири мартеновскую печь, а в 1925 году появился прокат. В 1930-х годах завод временно подчинялся Кузнецкому металлургическому комбинату.
В 1934 было выплавлено 28 тыс. тонн стали, прокатано 22 тонн проката.
Гурьевский металлургический завод входил в состав группы «Эстар».
К апрелю 2013 года выплавлено 10 млн тонн мартеновской стали.
Награждён орденом «Знак Почёта» в 1987 году.
Объём производства — 210 тысяч тонн стали в год.
В 2023 году входил в состав компании «Гурьевск-сталь».

## Известные сотрудники
- Курако, Михаил Константинович — русский металлург, доменщик.
- Залесов, Поликарп Михайлович — русский промышленник.
- Соколовский, Лука Александрович — управляющий горными заводами.